# Гистинг, Кристофер
Кристофер Карл «Крис» Гистинг (англ. Christopher Carl «Chris» Giesting; род. 27 декабря 1990, Индианаполис, США) — американский легкоатлет, специализирующийся в беге на 400 метров. Чемпион мира в помещении 2016 года в эстафете 4×400 метров.

## Биография
Вырос в Бейтсвилле, в школьные годы играл в гольф и не видел для себя будущего в других видах спорта. В лёгкой атлетике оказался благодаря брату, и уже к старшим классам школы показывал высокие результаты. Наибольших успехов добился в беге на 400 метров, где стал рекордсменом штата Индиана с результатом 46,89.
После окончания школы в 2011 году поступил в Университет Нотр-Дам, продолжая тренироваться одновременно с получением высшего образования в области менеджмента. Выигрывал региональные студенческие соревнования в беге на 200 и 400 метров, а в 2012 году стал чемпионом страны среди студентов в дистанционной шведской эстафете 1200+400+800+1600 м.
Личные рекорды в беге на круг установил в 2014 году незадолго до выпуска: 45,74 в манеже и 45,53 на открытом воздухе. После окончания студенческой карьеры остался в Нотр-Даме у тренера Алана Тёрнера.
В 2016 году впервые попал в состав сборной США. На чемпионате мира в помещении Крис бежал третий этап в эстафете 4×400 метров, которую американцы выиграли с третьим результатом в мировой истории 3.02,45 (0,32 секунды до мирового рекорда).

## Основные результаты
| Год  | Турнир                     | Место проведения | Дисциплина       | Место | Результат |
| ---- | -------------------------- | ---------------- | ---------------- | ----- | --------- |
| 2016 | Чемпионат мира в помещении | Портленд, США    | эстафета 4×400 м | 1-е   | 3.02,45   |